# Еріх Бахем
Еріх Бахем (нім. Erich Bachem; 12 серпня 1906, Мюльгайм-на-Рурі, Німецька імперія — 25 березня 1960, Мюльгайм-на-Рурі, ФРН), німецький інженер та авіаційний конструктор, також розробляв житлові трейлери. Був піонером європейського караванінгу.

## Біографія
Еріх Бахем народився 12 серпня 1906 у місті Мюльгайм-на-Рурі, земля Північний Рейн-Вестфалія.

## Конструктор

Розробники Fi 256 V1. Зліва направо: Рейнгольд Мевес, Еріх Бахем, Герхард Фізелер; в літаку інженер Віллі Фідлер (Willy A. Fiedler)

У 1938, ґрунтуючись на знаннях аеродинаміки та власному конструкторському досвіді, розробив свій перший житловий фургон — «Aero-Sport», котрий був виготовлений на планерному заводі «Wolf Hirth» з клеєної фанери. При організації виробництва сфокусував свою увагу на трьох основних якостях: надійності, звукоізоляції та аеродинаміці.
Від 1933 до 1942 займав посаду технічного директора на фірмі Fieseler у німецькому містечку Кассель, а у 1938 очолив її відділ розвитку. У 1935 Бахем бере участь в розробці багатоцільового Fieseler Fi 156. Разом з ним, творцями «Лелеки» були: керівник проекту Герхард Фізелер (нім. Gerhard Fieseler), начальник конструкторського бюро Райнгольд Мевес (нім. Reinhold Mewes), Віктор Маугш (нім. Viktor Maugsch), Герман Вінтер (нім. Herman Winter) та Зігурд Хернер (нім. Sigurd Hoerner), що відповідав за аеродинаміку. У 1941 — 1942 розробив два проекти висотних винищувачів Fieseler Fi 166, котрі досягали більшої бойової стелі швидше ніж звичайні винищувачі. Перший варіант, був комбінацією ракети з літаком, на основі Messerschmitt Bf 109, з двома реактивними двигунами Jumo 004. Ракета повинна була підняти літак на висоту 12000 метрів, потім відділитися та повернутися на землю на парашуті. Другим проектом, був двомісним літак з ракетним двигуном, що використовувався не тільки при запуску, але й і в польоті. Обидві конструкції далі стадії проектування не пішли.

### Bachem Ba 349

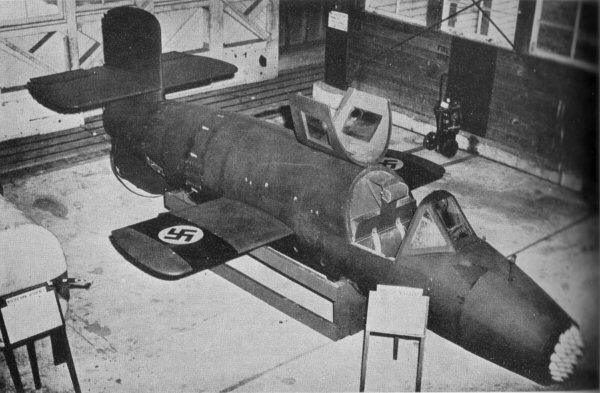
Ba 349 у Фарнборо (Англія), 1946

10 лютого 1942 заснував «Bachem Werke GmbH» у Бад-Вальдзе. Компанія спочатку будувала запасні частини для поршневих авіадвигунів, а у серпні 1944, разом з німецьким конструктором ракетно-космічної техніки Вернером фон Брауном, виготовила перший пілотований ракетний перехоплювач вертикального зльоту, для атаки бомбардувальників  — Ba 349 Natter («Змія»). У вересні 1944 Bachem Werke GmbH отримала контракт на 15 експериментальних літаків. Єдиний пілотований випробувальний політ 1 березня 1945 завершився загибеллю тест-пілота Лотара Зібера (нім. Lothar Sieber; * 7 квітня 1922, Дрезден — † 1 березня 1945, Штеттен-ам-кальтен-Маркт). Часу на продовження льотних випробувань вже не було і, у підсумку, ракетний перехоплювач на озброєння не надійшов.

### Повоєнний період

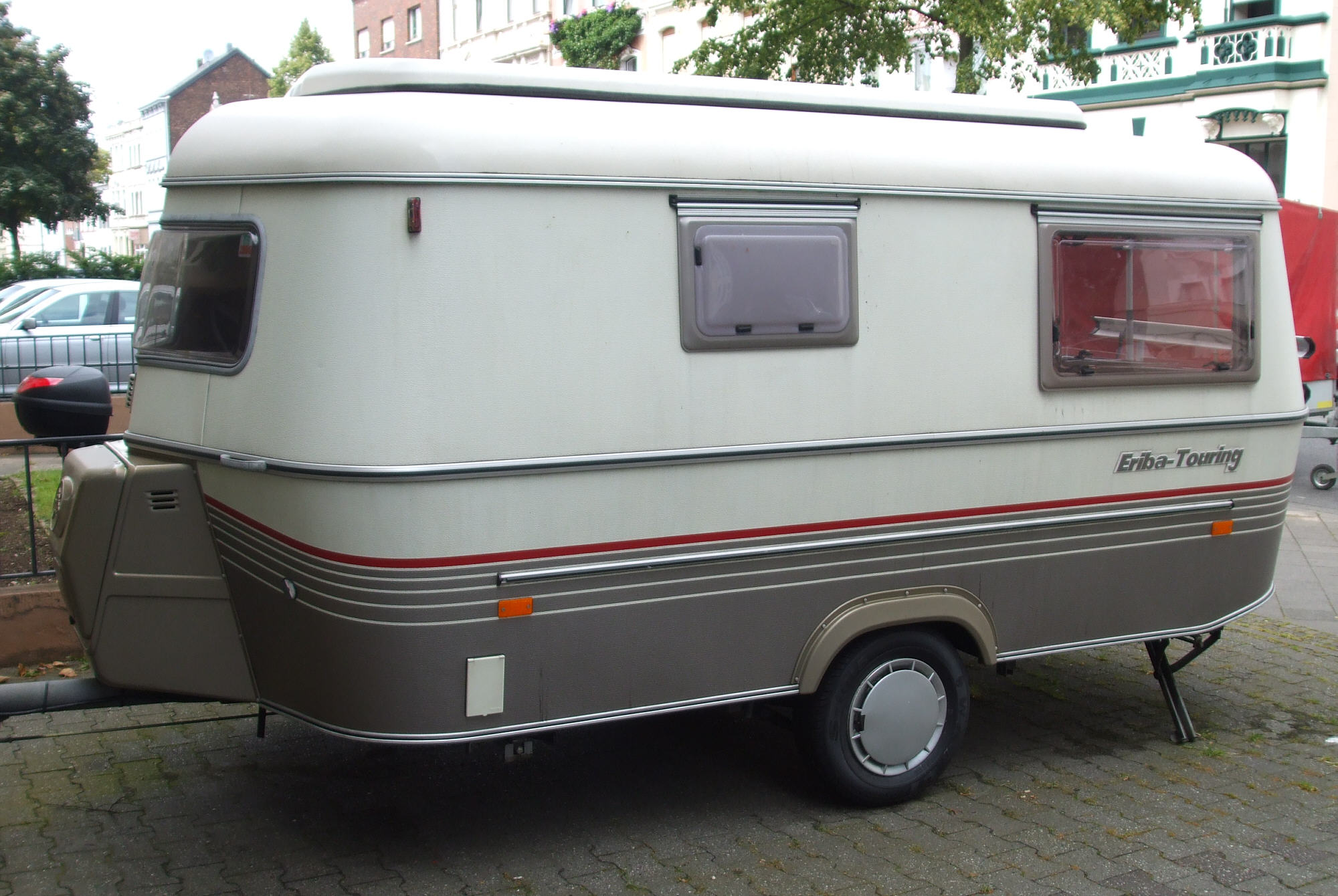
Житловий трейлер «Eriba-Touring»

У 1948 Бахем, через Данію та Швецію, покинув Німеччину, щоб згодом оселитися в Аргентині. Припускають, що він хотів уникнути американських агентів, котрі планували доправити його до США з групою Вернера фон Брауна в рамках «Операції Скріпка». В Аргентині, серед іншого, він брав участь у проекті по будівництву заводу музичних інструментів.
У 1952 повернувся до Німеччини та оселився в Бад-Вальдзе, став технічним директором в компанії свого батька Генріха Вільгельма Шварца — «Ruhrthaler Maschinenfabrik Schwarz & Dyckerhoff GmbH», в Мюльгаймі. Там він розробив сучасний корпус шахтного локомотива Ruhrthaler Vollsicht та інші частини устаткування гірської промисловості, а також магістральні тепловози. З 1957 разом з Ервіном Хумером (нім. Erwin Hymer) розробляє житлові трейлери, що продаються під торговельною маркою «Hymer» — найуспішніший в Європі кемпінг для караванінгу. Бахем захоплювався туризмом і вже до війни мав свої власні проекти, тому був поставлений на чолі збутової мережі, що отримала назву «Eriba». Марка Eriba збереглася і сьогодні, але тепер уже як частина продукції великого концерну «Hymer». У Німеччині та в сусідніх з нею країнах існують клуби любителів Eriba-Hymer.

## Останні роки
Еріх Бахем помер 25 березня 1960 у Мюльгаймі-на-Рурі, а у 1978, там само, померла і його дружина Еріка.